# Црни Врх (Гламоч)
Црни Врх је насељено мјесто у Босни и Херцеговини, у општини Гламоч, које административно припада Федерацији Босне и Херцеговине. Према попису становништва из 1991. у насељу је живјело 281 становника.

## Становништво
| Демографија | Демографија | Демографија |
| Година      | Становника  | Становника  |
| ----------- | ----------- | ----------- |
| 1961.       | 787         |             |
| 1971.       | 637         |             |
| 1981.       | 451         |             |
| 1991.       | 281         |             |